# بنجامین فلورس
بنجامین فلورس (انگلیسی: Benjamin Flores Jr.؛ زادهٔ ۲۴ ژوئیهٔ ۲۰۰۲) بازیگر، خواننده رپ، خواننده، و بازیگر تلویزیون اهل ایالات متحده آمریکا است. وی از سال ۲۰۱۰ میلادی تاکنون مشغول فعالیت بوده‌است.
از فیلم‌ها یا برنامه‌های تلویزیونی که وی در آن نقش داشته‌است می‌توان به حاشیه دنیا، خیابان ترس ۲، جابجایی اعضای خانواده و خیابان ترس بخش سوم: ۱۶۶۶ اشاره کرد.